# Dumasia prazeri
Dumasia prazeri là một loài thực vật có hoa trong họ Đậu. Loài này được S.V.Pradeep & M.P.Nayar miêu tả khoa học đầu tiên.